# Povstání v táboře Grenelle
Povstání v táboře Grenelle (francouzsky affaire du camp de Grenelle) je ve francouzských dějinách označení pro událost z období Francouzské revoluce, která se odehrála v období Direktoria v noci z 9. na 10. září 1796.

## Kontext
Povstání se stalo rozhodující epizodou Spiknutí rovných vedeného Gracchusem Babeufem, který připravil spiknutí ve spojení s bývalými montagnardy. Po neúspěchu germinalského a prairialského povstání (1. dubna a 20. května 1795) nebylo možno vyvolat lidové povstání, protože předměstí byla odzbrojena.
Gracchus Babeuf a členové Spiknutí rovných byli zatčeni. Tváří v tvář represím, které tehdy padly v pařížských demokratických kruzích, se mnozí pokusili vyvolat povstání, nejprve v rámci policejní legie a poté, po jejím rozpuštění 2. května 1795, mezi vojáky 21. dragounského regimentu tábořícího u Grenelle.
Dvojitý agent Georges Grisel odpovědný za zatčení Babeufa a jeho společníků možná předem varoval velitele jednotky ohledně policejního útoku.

## Pokus o povstání
V noci z 23. na 24. fructidoru (z 9. na 10. září) se v táboře shromáždilo 200 až 500 spiklenců. Nastala přestřelka s policií, po které zůstalo asi dvacet mrtvých a mnoho zraněných. 132 lidí bylo zatčeno v táboře a okolí.
Členové direktoria Lazare Carnot a Étienne-François Le Tourneur organizovali obranu Lucemburského paláce proti domnělému útoku, Paul de Barras údajně pomohl některým ze svých kompromitovaných přátel uprchnout. Tehdejší předseda direktoria La Réveillère-Lépeaux byl varován až na poslední chvíli a Jean-François Reubell uprchl do svého venkovského sídla v Arcueil.

## Represe
Direktorium se rozhodlo pro nelítostnou represi. Dne 24. fructidoru byl odhlasován zákon upravující zákon z 22. messidoru (12. července) a umožňující použití zákona z 30. prairialu roku III (18. června 1795), který se teoreticky zaměřoval na povstalce z Vendéé a šuany. V důsledku toho byli vězni postaveni před vojenskou radu zřízenou zákonem z 18. září 1796.
V říjnu 1796 rada, která se sešla v Templu, vynesla 33 rozsudků smrti, včetně rozsudku generála Maximiliena Henriho Nicolase Jacoba. V rozporu se zákonem, který připouštěl kasační stížnost, bylo zastřeleno třicet odsouzených. Dva byli odsouzeni v nepřítomnosti, další spáchal sebevraždu. Mezi zastřelenými byli tři bývalí členové Konventu, Claude Javogues, Joseph-Marire Cusset a Marc-Antoine Huguet, stejně jako bývalý starosta Lyonu Antoine-Marie Bertrand, několik bývalých revolučních komisařů a Jean-Nicolas-Victor Gagnant, malíř posádky a sekretář Jeana-Baptisty Droueta.
22. germinalu (11. dubna 1797) kasační soud ostatní odsuzující rozsudky zrušil. Po návratu k trestnímu soudu departementu Seine byli všichni zproštěni viny.
Několik měsíců po státním převratu 18. fructidoru, roku V, dopadla represe na jakobíny a roajalisty, což Carnota přimělo uprchnout.